# Ceratophysella falcifer
Ceratophysella falcifer är en urinsektsart som beskrevs av Cassagnau 1959. Ceratophysella falcifer ingår i släktet Ceratophysella och familjen Hypogastruridae. Inga underarter finns listade i Catalogue of Life.